# Aromateràpia

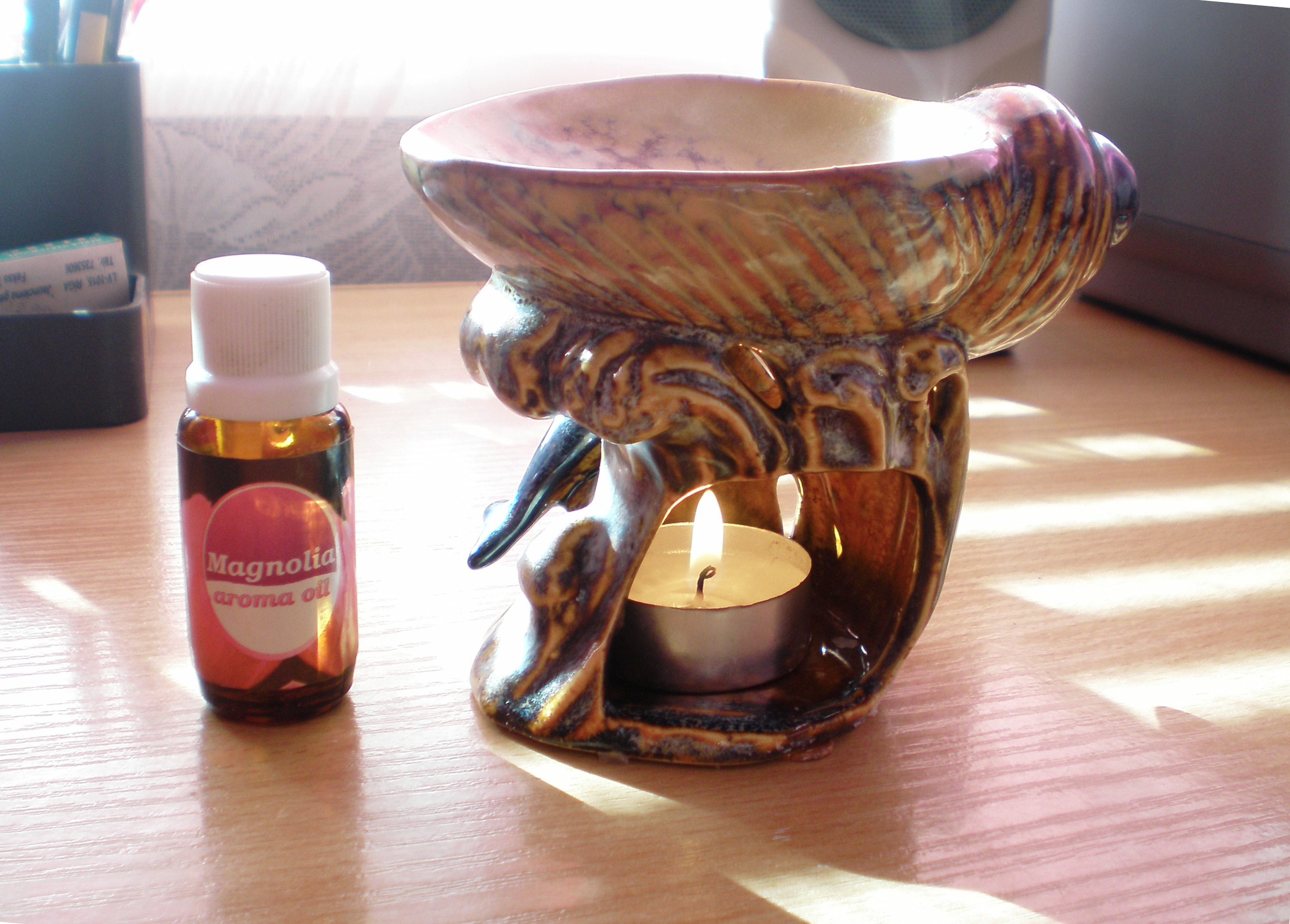
Un difusor i una ampolla d'oli essencial.

L'aromateràpia és una tècnica de cura natural o medicina alternativa que consisteix en l'ús d'olis essencials extrets de plantes per millorar la salut física i emocional de les persones. Aquesta pràctica es basa en la creença que els olis essencials tenen propietats curatives i que la seva inhalació o aplicació tòpica pot tenir un efecte beneficiós en el cos i la ment.
Les plantes són fonts d'olis essencials, que són líquids volàtils i concentrats que es troben en les flors, les fulles, les arrels i altres parts de les plantes. Es poden obtenir mitjançant diferents mètodes d'extracció, com ara la destil·lació per vapor d'aigua o la pressió en fred. Els olis essencials són rics en compostos químics actius que tenen una gran varietat d'aplicacions terapèutiques.
L'aromateràpia s'ha utilitzat durant segles en diferents cultures per millorar la salut i el benestar. Es considera que els olis essencials poden tenir efectes relaxants, estimulants, equilibrants i altres en el cos i la ment. Això es deu a la seva capacitat per alterar els nivells de hormones i químics del cervell, com ara la serotonina, que és un neurotransmissor associat a l'estat d'ànim.
Un exemple de l'ús popular d'olis essencials pot ser l'ús de l'oli essencial de llimona, el qual es considera antiestrès o antidepressiu aplicat en vaporització. Un estudi al Japó amb ratolins de laboratori així ho assegura. Un altre estudi de la Universitat d'Ohio, va concloure que l'aroma de llimona faria aixecar l'ànim. Segons altres estudis, l'oli essencial de la farigola tindria propietats antimicrobianes.
L'aromateràpia s'utilitza sovint en conjunció amb altres tècniques de cura natural, com la meditació i la reflexologia, i es pot fer servir per alleujar una gran varietat de problemes de salut, com ara l'estrès, la depressió, la dificultat per dormir, els mals de cap o les al·lèrgies. També s'ha demostrat que els olis essencials poden tenir efectes beneficiosos en la pell, com ara la hidratació i la reducció de les arrugues.
No obstant, l'aromateràpia no és un tractament basat en l'evidència ni adequat per a qualsevol malaltia o trastorn, i no es pot considerar com a substitut del tractament mèdic convencional. A més, alguns olis essencials poden ser tòxics o irritants, així que és important consultar amb un professional de la salut abans de fer servir qualsevol oli essencial.